# Гробница Рахили
Гробни́ца Рахи́ли — надгробие и помещение, построенное вокруг надгробия, расположенные там, где, согласно преданию, была погребена праматерь Рахиль. Находится севернее Вифлеема, в нескольких сотнях метров от южной части современного Иерусалима. На протяжении многих веков является местом паломничества евреев, а также святым местом для христиан и мусульман. Гробница находится под контролем Израиля и окружена бетонными стенами. В здании находится синагога.

## В Священном Писании
Первые сведения о месте захоронения праматери Рахили приводятся в Библии: «И умерла Рахиль, и погребена на дороге в Ефрафу, то есть Вифлеем. Иаков поставил над гробом её памятник. Это надгробный памятник Рахили до сего дня» (Быт. 35:19—20).
В книге пророка Иеремии (31:14-16), при описании изгнания евреев из Земли Израиля в Вавилон Навуходоносором говорится о том, как Рахиль провожает своих потомков, уводимых в плен по дороге, проходящей около её могилы. Она плачет и просит чтобы Бог помиловал их: «Так говорит Господь: голос слышен в Раме, вопль и горькое рыдание; Рахиль плачет о детях своих и не хочет утешиться о детях своих, ибо их нет. Так говорит Господь: удержи голос твой от рыдания и глаза твои от слез, ибо есть награда за труд твой, говорит Господь, и возвратятся они из земли неприятельской. И есть надежда для будущности твоей, говорит Господь, и возвратятся сыновья твои в пределы свои». Эти слова, сказанные две с половиной тысячи лет назад, превратили гробницу Рахили в символ надежды возвращения еврейского народа на свою землю.
Могила Рахили упоминается также в Первой книге Царств (1Цар. 10:2), где сказано, что Рахиль была похоронена на границе надела колена Вениамина. Там же, на территории колена Вениамина, находится Рама, про которую говорится в книге Иеремии. При этом известно, что Вифлеем находится на территории колена Иуды. Поэтому ученые не могут прийти к единому мнению, действительно ли «Гробница Рахили» является местом захоронения праматери Рахили.

## В исторических источниках
На протяжении двух тысячелетий историки и путешественники, побывавшие в Земле Израиля, описывали гробницу, находящуюся около Вифлеема.

### Первое тысячелетие н. э.
Среди них отец христианской церковной истории Евсевий Кесарийский (ок. 263—340 гг.) — римский историк, проживавший в Кесарии, путешественник из Бордо — совершивший поездку в Палестину в 333—334 годах, Иероним Стридонский — церковный писатель, который жил в Вифлееме в начале V века и многие другие.
На «карте из Мадабы» VI века около Эфрата и Бейт-Лехема есть символическое изображение с надписью «слышен голос в Раме» — частью цитаты из книги пророка Иеремии (31:14), описывавший могилу Рахили.
Французский священник Аркульф, посетивший землю Израиля в 670 году, описывает каменное надгробие без украшений.
Сохранились многочисленные заметки путешественников средневековья, по которым можно судить о том, как выглядела и менялась гробница Рахили.

### Средние века
Вениамин Тудельский — испанский раввин, предпринявший в 1165—1173 годах паломничество в Святую землю и другие путешественники XII века описывают надгробие из 11 камней, а над ними купол, стоявший на четырёх столбах. В XIII веке купол и столбы были разрушены, а в XV веке восстановлены. Мешулам из Вельтра, побывавший в Палестине в 1481 вновь сообщает о надгробии, окруженном четырьмя столбами и о куполе над ними.
В XVI веке помимо основного купола были добавлены два второстепенных, а отдельные камни были соединены в единый монумент.
В 1621—1622 годах мусульманский правитель Иерусалима разрешил евреям построить стены вокруг четырёх столбов, окружающих гробницу и она превратилась в закрытое помещение.

### В Новое время
В XVIII—XIX веках возле гробницы Рахили бедуины начали хоронить своих умерших и, постепенно, вокруг гробницы образовалось мусульманское кладбище.
В 1839 году гробницу Рахили посетили известный еврейский меценат Моше Монтефиоре и его жена. Они решили выделить деньги на ремонт и расширение старого здания. Разрешение на строительство было получено у турецкого султана. К помещению XVII века была добавлена комната, право пользования которой было разделено по часам между евреями и мусульманами. Помещение, построенное Монтефиоре, сохранилось до наших дней.
В начале XXI века здание было обнесено высоким бетонным забором, необходимым для безопасности посетителей и их защиты от враждебно настроенных арабских жителей прилегающих территорий. В настоящее время к гробнице Рахили приезжают многочисленные туристы со всего мира. Внутри здания действует синагога, где ежедневно проходят молитвы, и колель, в котором круглосуточно ведется изучение Торы.
Наибольшее число посетителей отмечается 11 хешвана — эта дата по традиции рассматривается как день смерти праматери Рахили.

## Традиции
Из поколения в поколение гробница праматери Рахили была местом молитвы, к которому приезжали евреи со всего мира.
Вениамин Тудельский повествует об обычае паломников оставлять своё имя на надгробии.
Существовали специальные молитвы, читаемые возле этого места.
Путешественник из Праги, побывавший в земле Израиля в XVII веке, рассказывает об обычае приходить на могилу Рахили в полупраздничные дни Песаха и в Лаг ба-Омер, там молиться, слушать проповеди, есть, пить и танцевать.
В других источниках упоминается обычай молиться на могиле Рахили в траурные дни перед Тиша бе-Ав, в месяц Элул и в Дни покаяния между Рош а-Шана и Йом Кипуром.
Днём наиболее массового паломничества из поколения в поколение было 11 Хешвана.